# Lloyd’s Coffee House

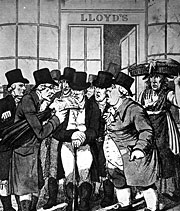
Rycina z 1800 roku przedstawiająca kupców przed sklepem

Lloyd’s Coffee House – mały sklep-kawiarenka należący do Edwarda Lloyda w Londynie, przy Lombard Street. W latach 1688–1726 miejsce spotkań kupców i armatorów, w którym spekulowano w związku z transportem morskim. Wkrótce kawiarenka stała się pierwowzorem parkietu giełdy asekuracyjnej.
Tradycyjnie, na pamiątkę miejsca narodzin instytucji asekuracji, do dziś ludzi brytyjskiego środowiska ubezpieczeniowego zwykło się nazywać „Lloydsami” (ang. Lloyd’s).
Spadkobiercami „Lloyd’s Coffee House” są:
- Lloyd’s of London
- Lloyd’s Register of Shipping
- Lloyd’s List.

Nie ma natomiast żadnych powiązań pomiędzy „Lloyd’s Coffee House” i Lloyds Bank.